# Organização da Mulher Moçambicana
Organização da Mulher Moçambicana (OMM) és una organització feminista de Moçambic, establerta el 16 de març de 1973 com a secció femenina del Frelimo per l'aleshores president Samora Machel.
El socialista-marxista Front d'Alliberament de Moçambic (FRELIMO) havia lluitat en la guerra per la independència de l'Àfrica Oriental Portuguesa contra la imatge existent en aquest moment de les dones i a favor la igualtat de gènere. Una icona de la lluita d'alliberament de la dona era Josina Machel, combatent de la resistència, feminista i segona esposa del President del FRELIMO Samora Machel. Després de la seva mort el 7 d'abril de 1971 Machel va declarar aquesta jornada Dia de la Dona de Moçambic. Dos anys més tard, el 16 de març de 1973, Machel va fundar l'Organização da Mulher Moçambicana com a secció femenina del FRELIMO:
| « | A Organização da Mulher Moçambicana que se constitui surge na estrutura da FRELIMO como um novo braço da nossa Revolução que deve atingir as largas massas de mulheres que até agora se conservavam à margem do processo de transformação que tem lugar na nossa Pátria. É a Organização da Mulher Moçambicana que deve trazer para a luta pela emancipação da Mulher e para a luta revolucionária, os milhões de mulheres do nosso País. | » |

L'organització era vista com un enllaç entre el partit i el poble. Fins a la data, l'OMM és una de les organitzacions més importants de la societat de Moçambic. Tot i la democratització de Moçambic des de 1992 i la separació teòrica entre l'Estat i el partit, l'OMM ha estat acusada a causa de la seva història de la seva superposició en els governs del Frelimo des de 1975. Nombroses ministres dels governs anteriors han ocupat diversos càrrecs en l'OMM.